# 埃希什凱斯
埃希什凱斯是立陶宛的城市，位於該國東南部，毗鄰與白俄羅斯接壤的邊境，由維爾紐斯縣負責管轄，海拔高度159米，面積7平方公里，2010年人口3,575，其中約85%居民是波蘭人。